# Opel Vectra
Opel Vectra är en bilmodell från Opel. Den började tillverkas i sin första generation i slutet av 1988 som årsmodell 1989. Den har även saluförts under andra märken ägda av General Motors: Vauxhall Vectra (ursprungligen Vauxhall Cavalier) i Storbritannien, Holden Vectra i Australiska regionen och Chevrolet Vectra i Latinamerika.

## Vectra A
Opel Vectra ersatte Opel Ascona år 1988 som årsmodell 1989. Den första Vectran som kom ut hette Vectra A. 1992 genomgick den ett ansiktslyft inför årsmodell 1993 och fick bland annat ny utformning av kylargrillen.
Systermärket Vauxhall behöll det gamla modellnamnet Cavalier som hade använts sedan 1975.

## Vectra B

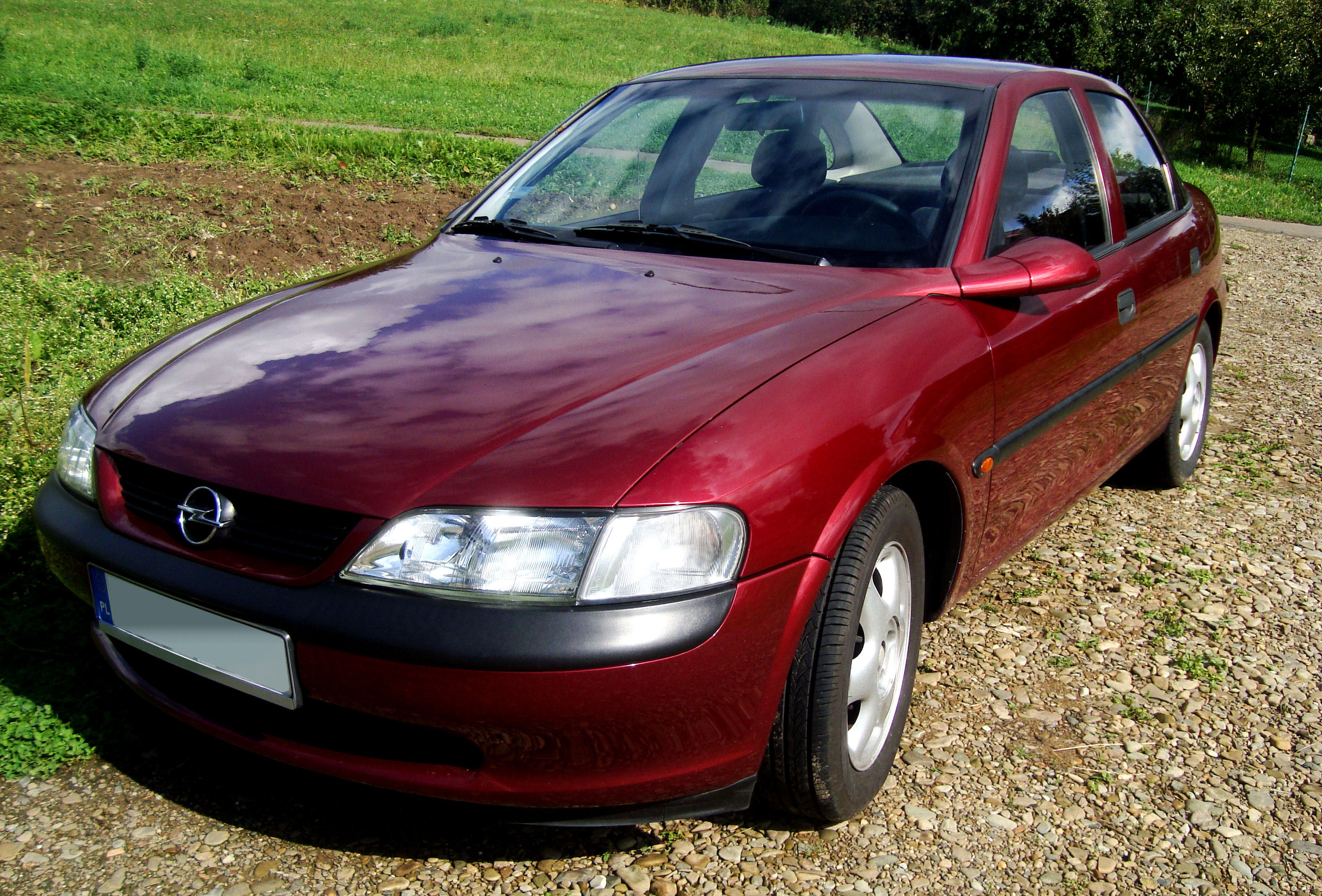
Opel Vectra B

Sju år efter första Vectra introducerats, alltså 1995, kom den andra generationen, Vectra B, som årsmodell 1996 och från årsmodell 1997 var det den första Vectran som kunde fås i kombiutförande. Den såldes även som Holden Vectra i Australien och Nya Zeeland. En ansiktslyftning gjordes inför årsmodell 1999.
Denna modell byggdes även som Vauxhall Vectra.

## Vectra C

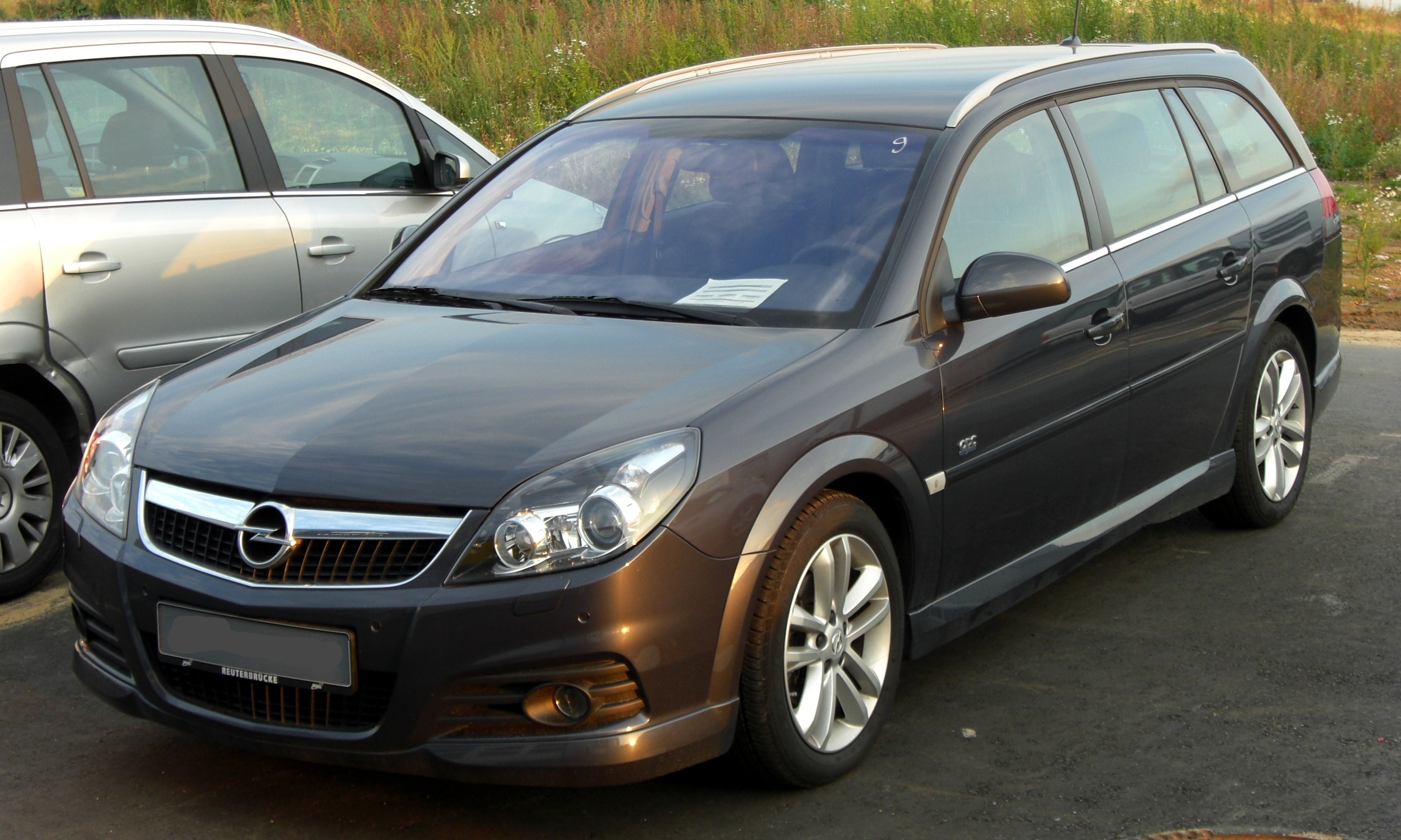
Opel Vectra C Caravan

2002 presenterades den helt nya Vectra C, den fanns som 4-dörrars sedan, 5-dörrars kombi och 5-dörrars kombikupé.
Samma år presenterades en stor lyxmodell med halvkombi-kaross på samma bas kallad Opel Signum.
Både Vectran och Signumen var byggd på GM:s egna plattform, "Epsilon" som än idag finns på många av GM:s nya bilar, som t ex: SAAB 9-3, Fiat Croma och Cadillac BLS.
I slutet av 2005 kom som årsmodell 2006 en ansiktslyft Vectra som fortfarande hade samma grundplatta som Vectran från 2002. 
Opel Signum och sedan-modellen försvann då från Opels modellprogram i Sverige men såldes fortfarande i Europa och i England som Vauxhall

### Motorer till Vectra C 2002-2008
- 1.8 125 hk
- 1.8 140 hk
- 2.0T 175 hk (2003-)
- 2.2 146 hk (2002-2003)
- 2.2 155 hk (2004-) (acceleration 0–100 km/h på 7.6s för sedanen, 8.0s för kombin)
- 1.9 CDTi 150 hk (2005-)
- 2.8 V6 230 hk (2006-)
- 2.8 V6 250 hk (2006-)
- 2.8 V6 OPC (Opel Performance Center) 255 hk, endast modellår 2006.
- 2.8 V6 OPC (Opel Performance Center) 280 hk (acceleration 0–100 km/h på 6,3 s för sedanen, 6,5 s för kombin). Från och med modellår 2007.
- 3.2 GTS 211 hk (2002-2005)
- 3,0 V6 CDTi 184 hk (Introducerades modellår 2007 i Sverige)

### Försäljning i Sverige
Den förra Vectran från 2002 sålde inte särskilt bra.
Av förväntade 3 000 bilar såldes det bara ungefär 2 000 bilar i Sverige (2004). Den nya Vectran har höjt försäljningen något, men den ligger långt efter Opels försäljningsmål.
(Plats 52 i totalförsäljningen 2007, 1674 fordon registrerade, enligt BilSweden.) I maj månad 2008, var endast 383 fordon registrerade, en minskning med -57,3%, jämfört med 2007.

## Ersättare
Modellnamnet Vectra har utgått och är ersatt av den större Opel Insignia.